# العلاقات الباربادوسية الكندية
العلاقات الباربادوسية الكندية هي العلاقات الثنائية التي تجمع بين باربادوس وكندا.

## مقارنة بين البلدين
هذه مقارنة عامة ومرجعية للدولتين:
| وجه المقارنة                                              | باربادوس       | كندا                     |
| --------------------------------------------------------- | -------------- | ------------------------ |
| المساحة (كم2)                                             | 439            | 9.98 مليون               |
| عدد السكان (نسمة)                                         | 285.72 ألف     | 35.70 مليون              |
| الكثافة السكانية (ن./كم²)                                 | 65.08 ألف      | 3.58                     |
| العاصمة                                                   | بريدج تاون     | أوتاوا                   |
| اللغة الرسمية                                             | لغة إنجليزية   | لغة إنجليزية، لغة فرنسية |
| العملة                                                    | دولار بربادوسي | دولار كندي               |
| الناتج المحلي الإجمالي (بليون دولار)                      | 4.80 مليار     | 1.65 تريليون             |
| الناتج المحلي الإجمالي (تعادل القوة الشرائية) بليون دولار | 4.66 مليار     | 1.59 تريليون             |
| الناتج المحلي الإجمالي الاسمي للفرد دولار أمريكي          | 15.43 ألف      | 43.25 ألف                |
| الناتج المحلي الإجمالي للفرد دولار أمريكي                 | 16.06 ألف      | 45.07 ألف                |
| مؤشر التنمية البشرية                                      | 0.795          | 0.913                    |
| رمز المكالمات الدولي                                      | +1246          | +1                       |
| رمز الإنترنت                                              | .bb            | .ca                      |
| المنطقة الزمنية                                           | 00             |                          |

## مدن متوأمة
في ما يلي قائمة باتفاقيات التوأمة بين مدن باربادوسية وكندية:
- ترتبط بريدج تاون مع Bridgetown, Nova Scotia [الإنجليزية]‏ باتفاقية توأمة.

## منظمات دولية مشتركة
يشترك البلدان في عضوية مجموعة من المنظمات الدولية، منها:
| علم المنظمة | اسم المنظمة                               | تاريخ انضمام باربادوس | تاريخ انضمام كندا |
| ----------- | ----------------------------------------- | --------------------- | ----------------- |
|             | مؤسسة التنمية الدولية                     | 29 سبتمبر 1999        | 24 سبتمبر 1960    |
|             | الأمم المتحدة                             | 9 ديسمبر 1966         | 9 نوفمبر 1945     |
|             | منظمة التجارة العالمية                    | ?                     | ?                 |
|             | منظمة الشرطة الجنائية الدولية             | ?                     | ?                 |
|             | دول الكومنولث                             | ?                     | ?                 |
|             | المركز الدولي لتسوية المنازعات الاستشارية | 1 ديسمبر 1983         | 1 ديسمبر 2013     |
|             | الاتحاد الدولي للاتصالات                  | 16 أغسطس 1967         | 1 يوليو 1908      |
|             | البنك الدولي للإنشاء والتعمير             | 12 سبتمبر 1974        | 27 ديسمبر 1945    |
|             | الاتحاد البريدي العالمي                   | ?                     | ?                 |
|             | منظمة حظر الأسلحة الكيميائية              | ?                     | ?                 |
|             | مؤسسة التمويل الدولية                     | 25 يونيو 1980         | 20 يوليو 1956     |
|             | وكالة ضمان الاستثمار متعدد الأطراف        | 12 أبريل 1988         | 12 أبريل 1988     |
|             | بنك التنمية الكاريبي ‏                     | ?                     | ?                 |
|             | يونسكو                                    | 24 أكتوبر 1968        | 4 نوفمبر 1946     |

## معرض صور

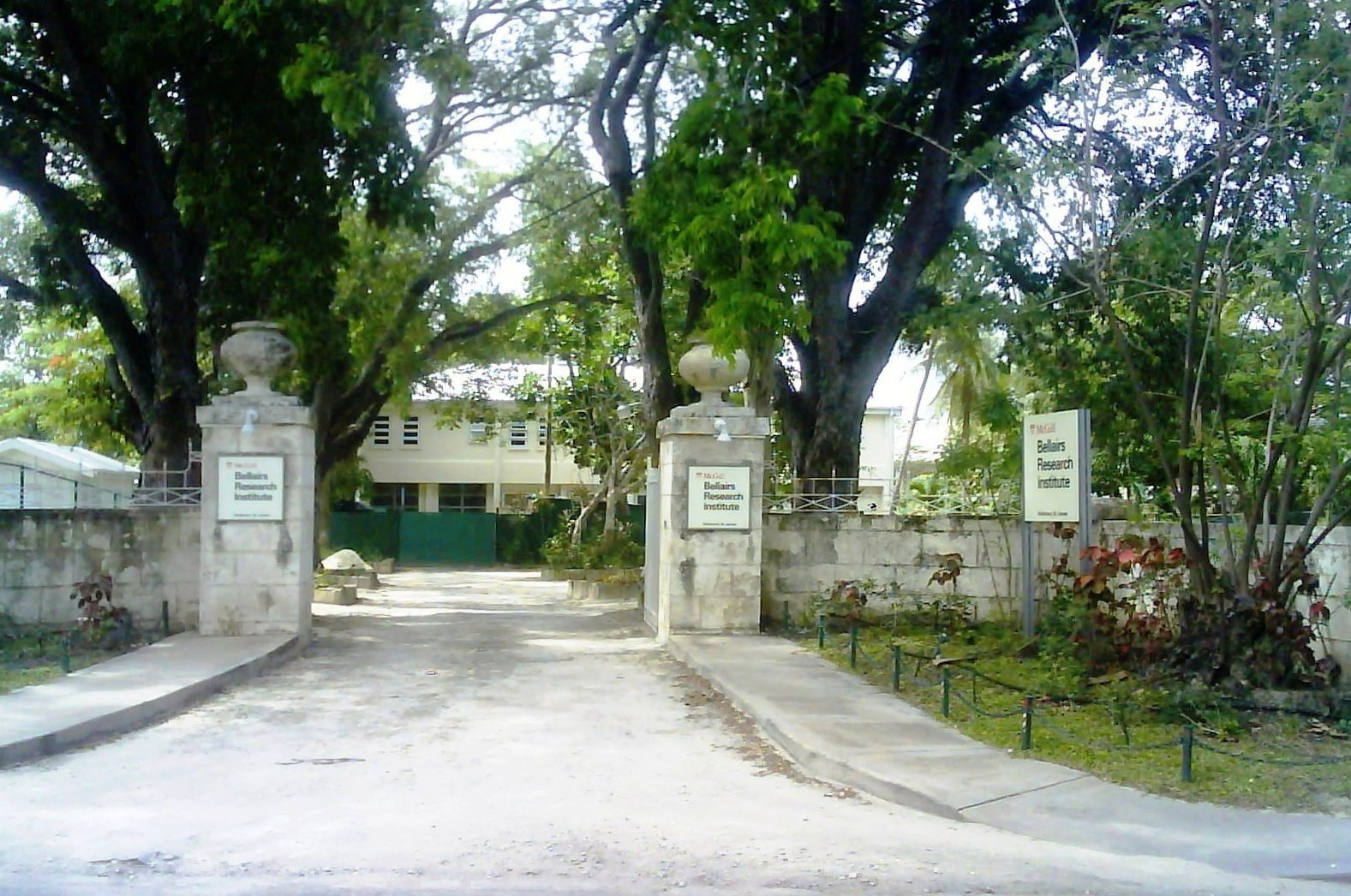
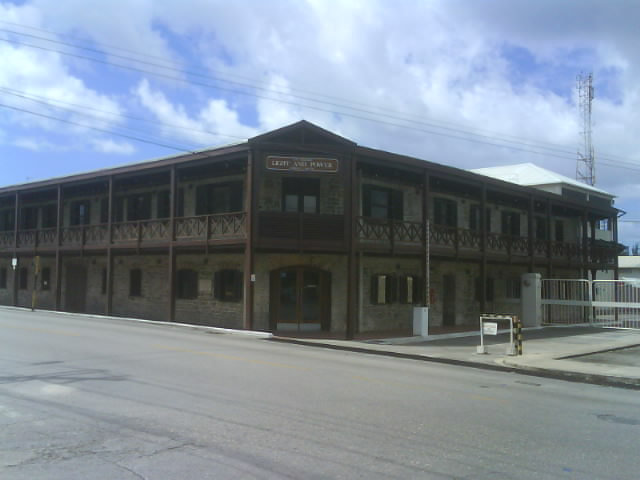
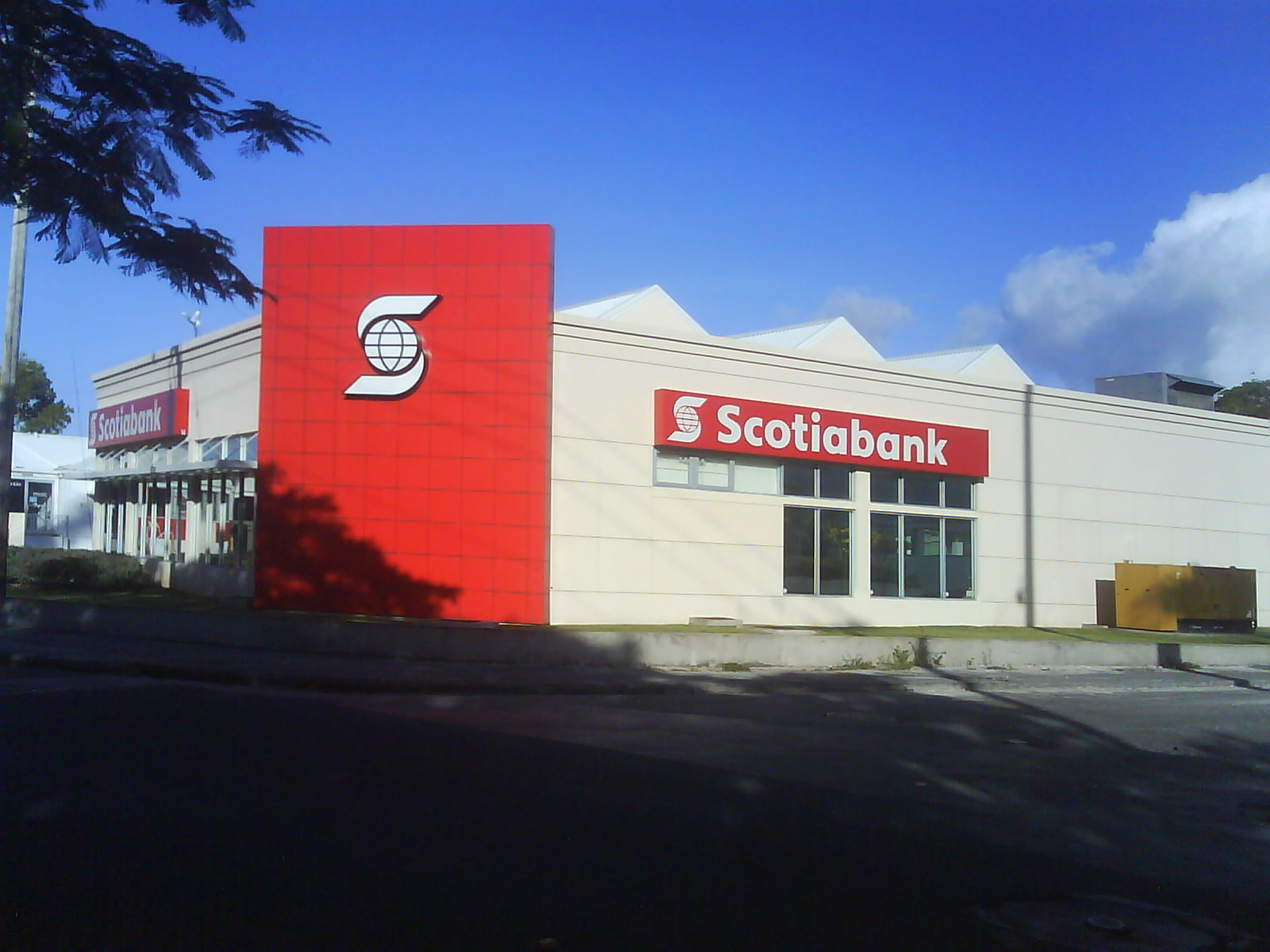
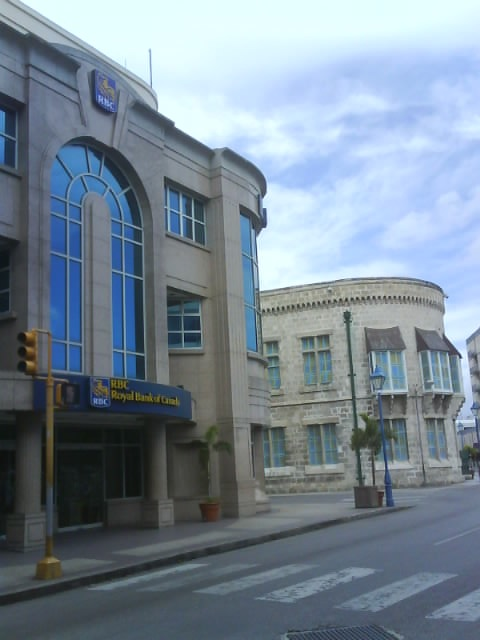
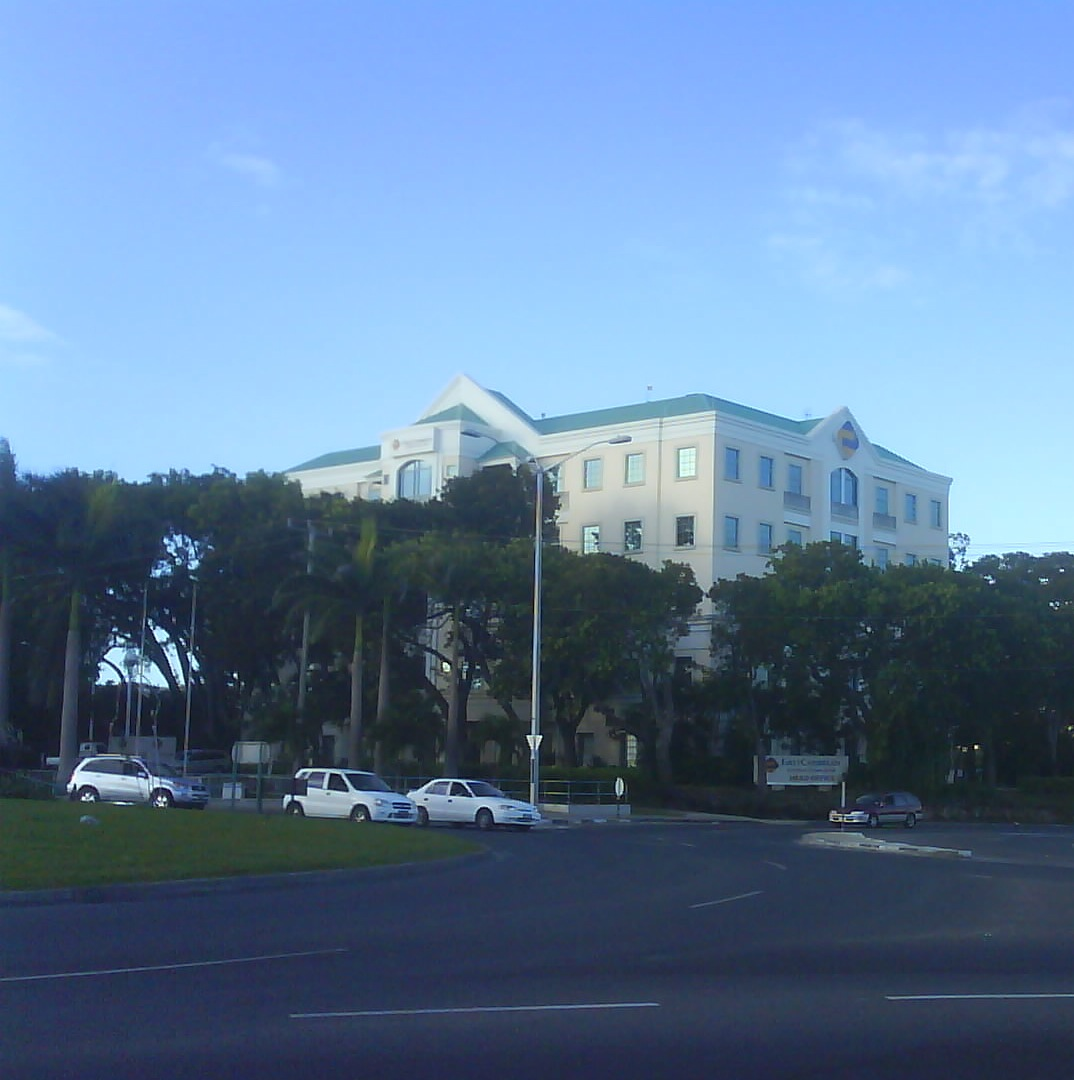

## وصلات خارجية
- موقع وزارة الخارجية الباربادوسية
- موقع وزارة الخارجية الكندية